# Angelonia angustifolia
Angelonia angustifolia är en grobladsväxtart som beskrevs av George Bentham. Angelonia angustifolia ingår i släktet Angelonia och familjen grobladsväxter. Inga underarter finns listade i Catalogue of Life.

## Bildgalleri

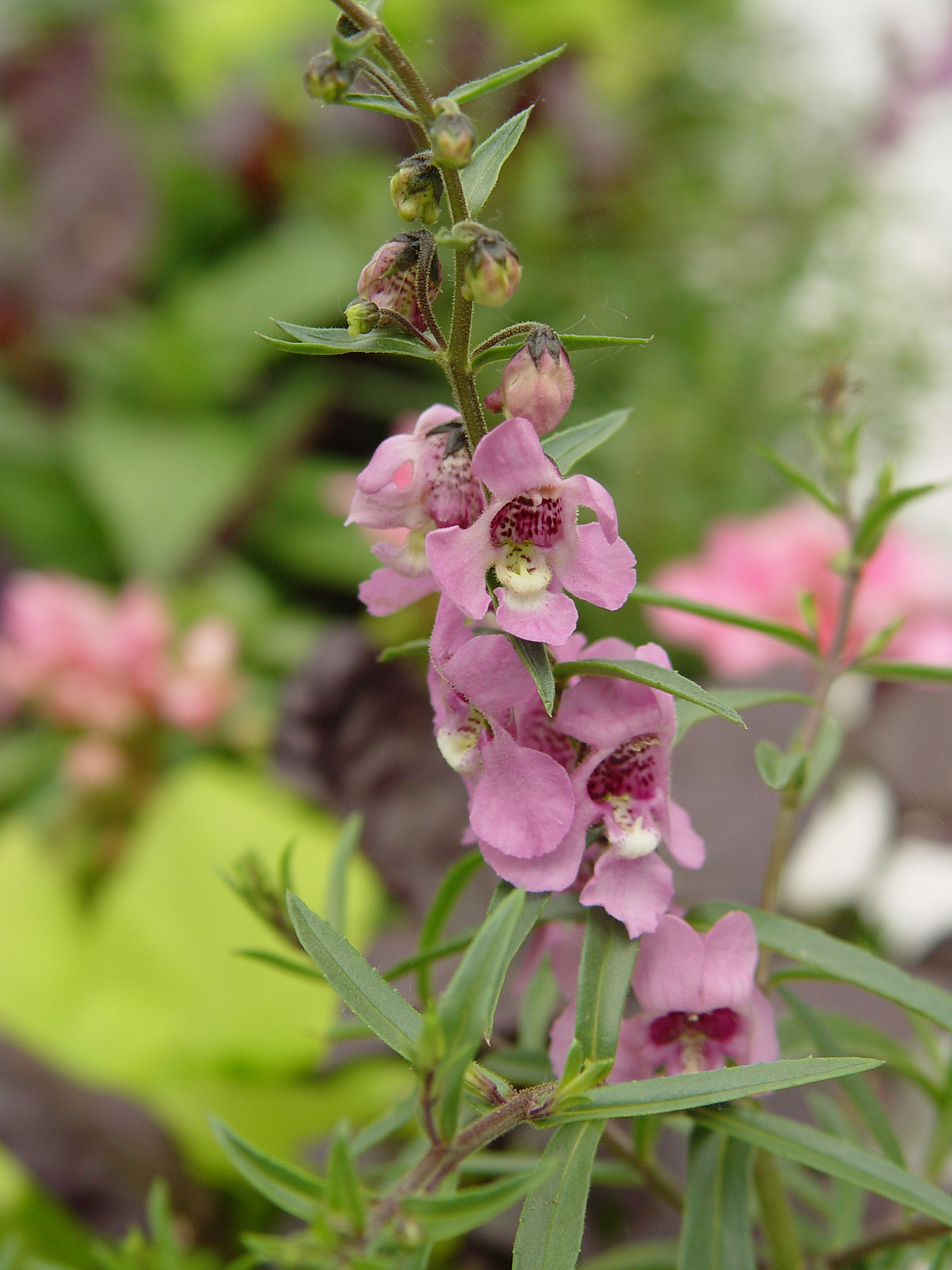
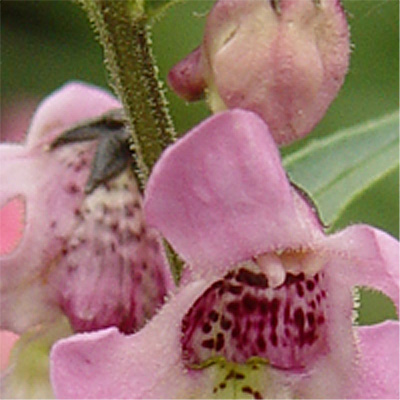
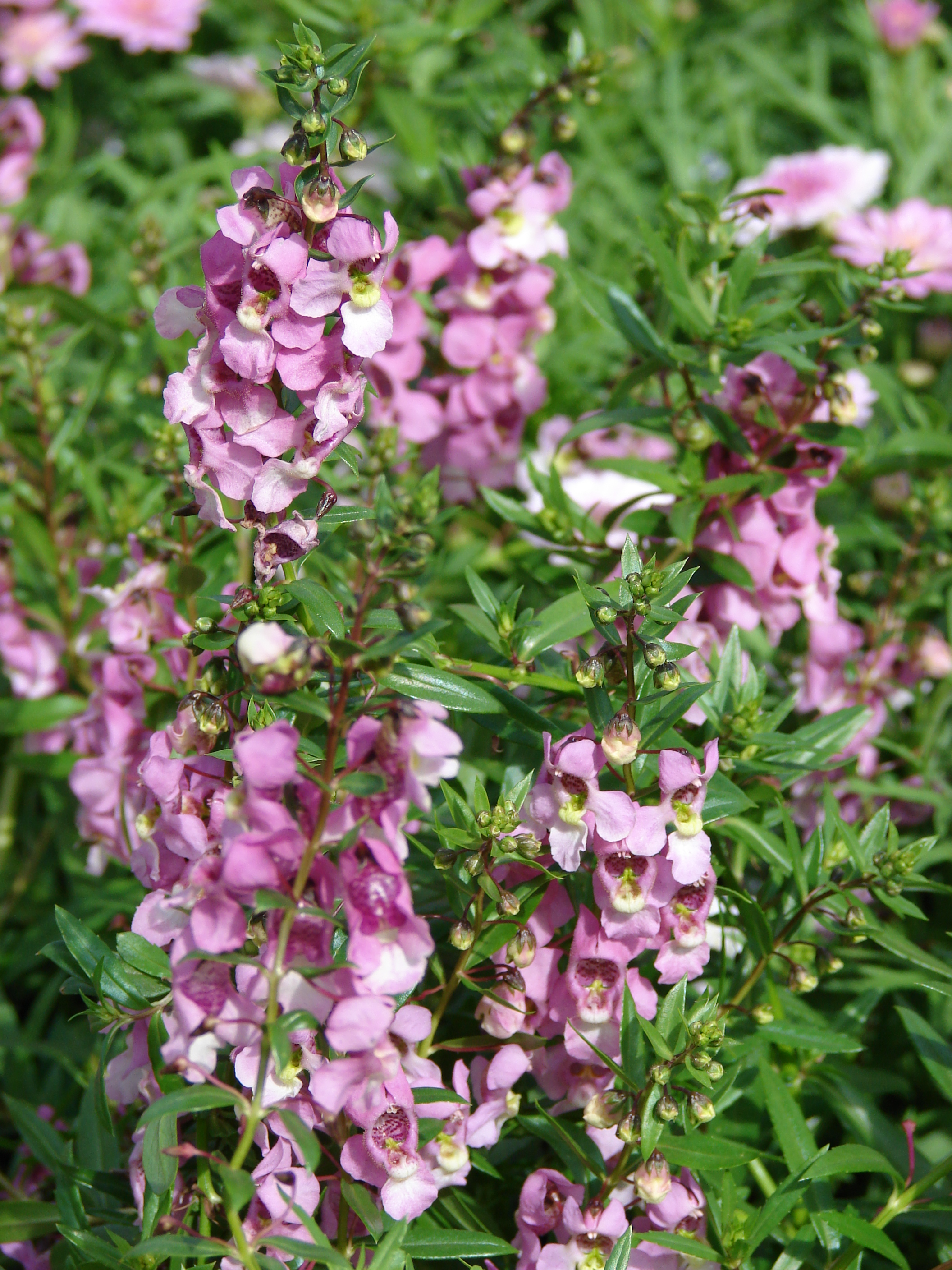
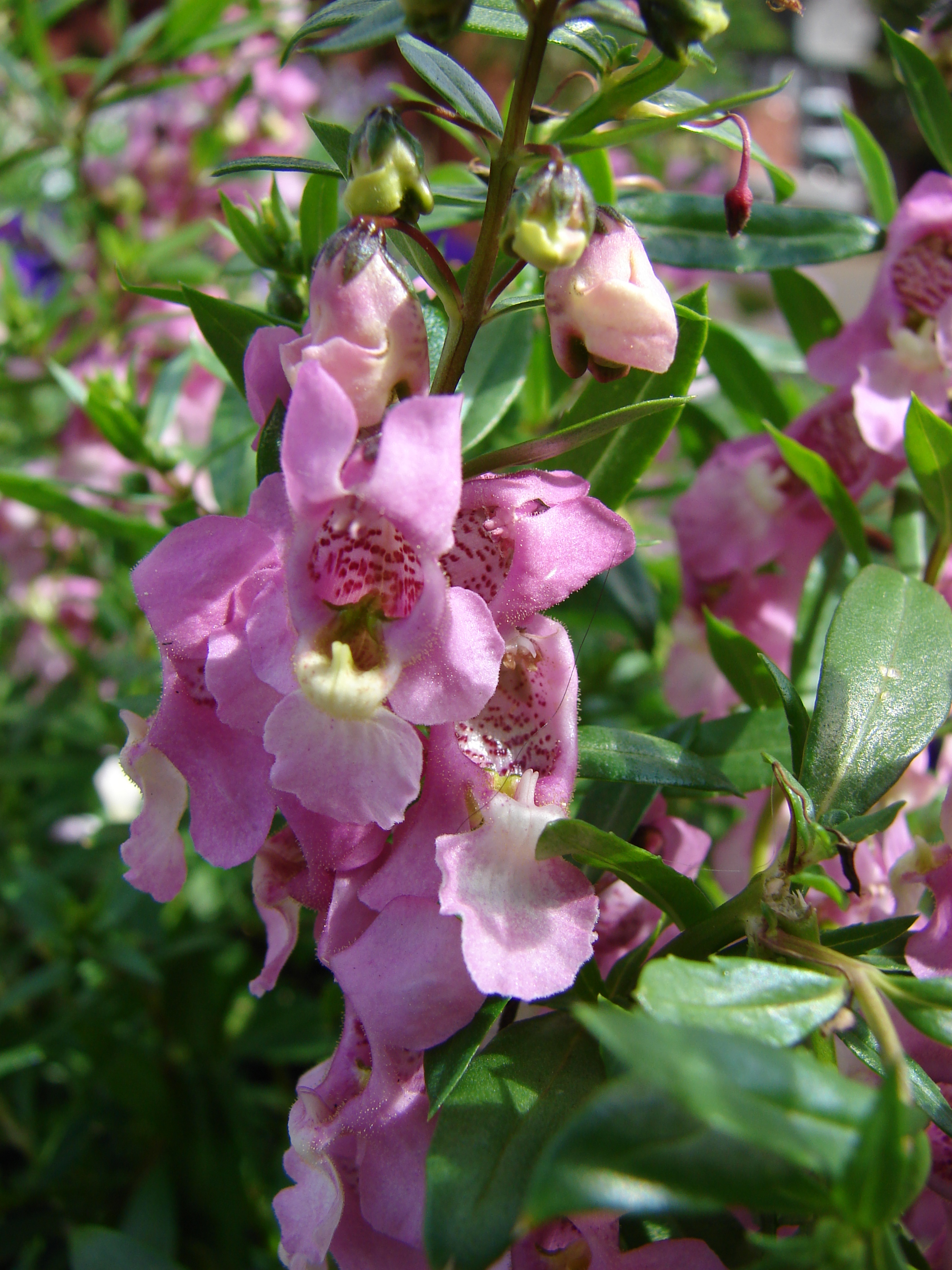